# Helm des Meskalamdug

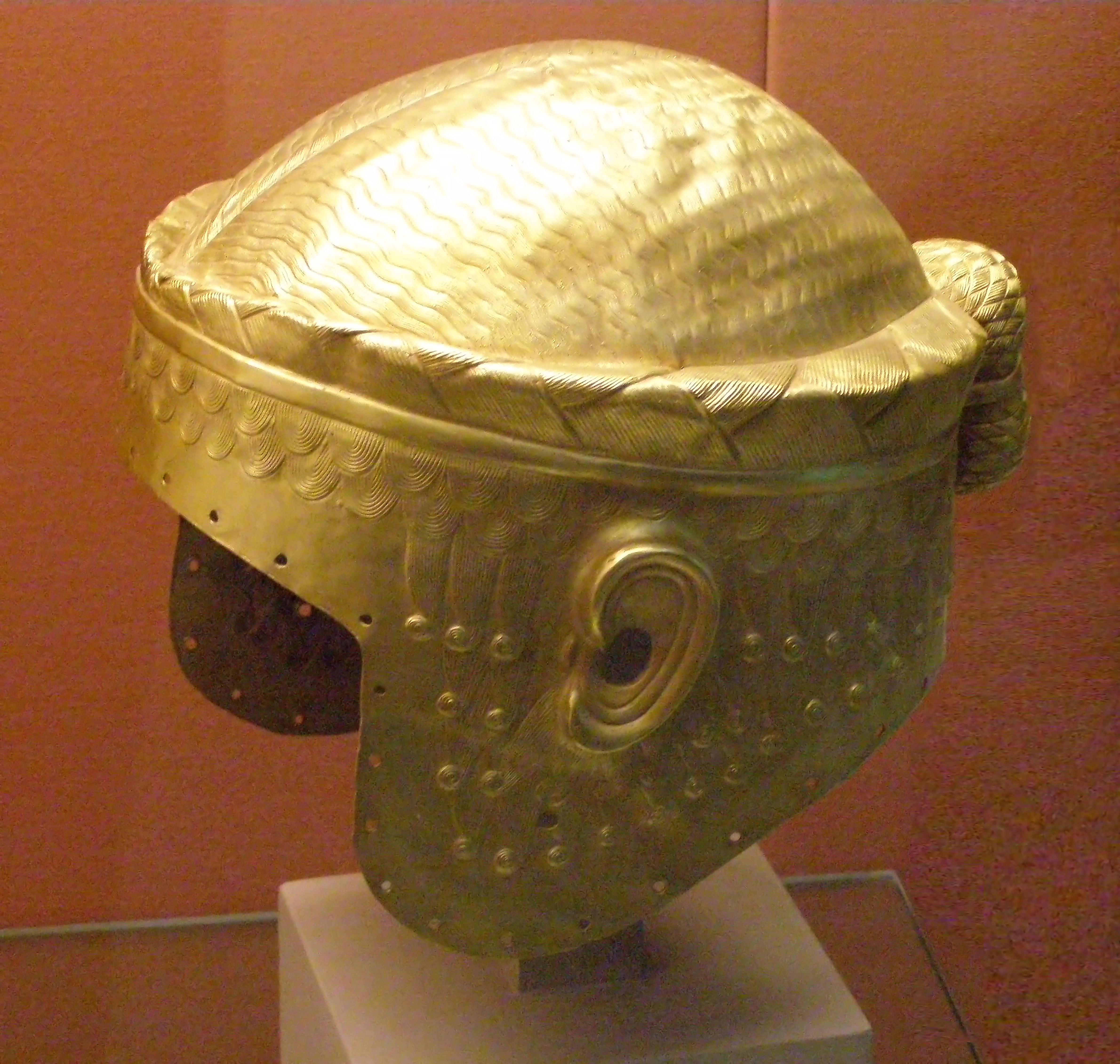
Kopie des Helm des Meskalamdug (British Museum, London)

Der Helm des Meskalamdug ist einer der bekanntesten Funde aus den Königsgräbern von Ur. Das in das Frühdynastikum (um 2550 v. Chr.) zu datierende Werk befindet sich heute im Besitz des Irakmuseums in Bagdad. Der Helm befand sich im Grab des Meskalamdug (PG 755), der vermutlich dem Königshaus angehörte, in der Sumerischen Königsliste jedoch nicht erwähnt wird. Der Helm wurde in Goldblech getrieben und war daher kaum als Schutzkleidung für den Krieg geeignet. Eventuell kam er eher im zeremoniellen/kultischen Bereich zum Einsatz.
Von den seitlich herausgearbeiteten Ohren abgesehen ähnelt das Werk insgesamt eher einer Perücke, da seine feinen Gravuren eine wellenförmige Frisur nachahmen. Seitlich befinden sich dagegen Locken, die durch einen um den Kopf gelegten Zopf von der Wellenfrisur abgetrennt werden. Der Zopf ist am Ende des Kopfes zu einem Knopf geknotet. Am Rand besitzt der Helm eine Reihe von kleinen Bohrungen, an welchen vermutlich ein Futter befestigt war.
Eine stark vereinfachte Darstellung eines solchen Helmes befindet sich auf der Geierstele, wo sie den Kopf des Eannatum schmückt. Der sogenannte Kopf eines akkadischen Herrschers aus Aššur belegt, dass derartige Haartrachten bis in die akkadische Zeit gebräuchlich waren.